# Peter Hessler
Peter Benjamin Hessler (Pittsburgh, 14 giugno 1969) è uno scrittore, giornalista e insegnante statunitense. È l'autore di quattro libri di successo sulla Cina e, tra l'altro, ha scritto numerosi articoli sul The New Yorker e su National Geography. Nel 2011 Hessler ha ricevuto il premio Genius Grant della John D. e Catherine T. MacArthur Foundation, per la sua abilità nel "descrivere acutamente storie di gente comune che cerca di adattarsi alla complessità della vita in una società in così rapido cambiamento come la Cina riformista postmaoista". Nonostante il successo, nessuno dei suoi libri è stato ancora tradotto in lingua italiana.
È anche noto in Cina come scrittore e giornalista con il nome cinese 何|伟 (héwěi).

## Biografia
Peter Hessler è cresciuto in Columbia, nel Missouri, diplomandosi alla Hickman High School nel 1988. Ha poi studiato inglese e scrittura creativa alla Princeton University, dove, inizialmente, ha seguito il rinomato seminario di scrittura di John McPhee, che Hessler descrive come "una rivelazione". Hessler si è laureato nel 1992 e ha poi vinto una borsa di studio Rhodes per studiare lingua e letteratura inglese  all'Università di Oxford.
L'estate prima di laurearsi, Hessler ha lavorato come ricercatore per la fondazione Kellogg nel Missouri sud orientale. Ha anche scritto un saggio etnografico completo su una piccola città chiamata Sikeston, pubblicato sul Journal for Applied Anthropology.
Nel 1996 Hessler si iscrive all'associazione di volontariato Peace Corps e viene mandato in Cina a insegnare inglese per due anni presso il Fuling Teachers College, un college per aspiranti insegnanti a Fuling, una piccola città cinese sulle rive del fiume Yangtze, a Chongqing. Ha poi lavorato in Cina come scrittore freelance for numerose riviste e giornali, come il Wall Street Journal, il Boston Globe, il South China Morning Post, e National Geographic. Nel 2000 Hessler entra a far parte dello staff del The New Yorker lavorando come corrispondente estero per la stessa rivista fino al 2007.
Nel 2007 Hessler lascia la Cina spostandosi a Ridgway, in Colorado, e continua a pubblicare articoli sul The New Yorker su argomenti come le esperienze di volontariato Peace Corps in Nepal o le piccole town in Colorado.
A ottobre 2011, Hessler e la sua famiglia si spostano al Cairo, al fine di collaborare con il The New Yorker con articoli sul Medio Oriente. In un'intervista, Hessler ha dichiarato di voler passare gran parte dell'anno successivo a imparare l'arabo. Ha anche dichiarato di voler passare cinque o sei anni in Medio Oriente.
Hessler è sposato con la giornalista e scrittrice Leslie T. Chang, con la quale ha avuto due gemelle nel 2010.

## Opere
Peter Hessler è  molto noto per i suoi quattro libri sulla Cina:
- Il suo primo grande successo è il libro River Town: Two Years on the Yangtze (2001), un libro vincitore del Premio Kiriyama che racconta la sua esperienza di volontario Peace Corps della durata di due anni come insegnante a Fuling, in Cina.
- Oracle Bones: A Journey Through Time in China (2006) riguarda una serie di storie parallele di suoi ex-allievi, un dissidente uiguro che riparò negli Stati Uniti, e l'archeologo Chen Mengjia che si suicidò durante la Rivoluzione culturale.
- Il suo terzo  libro, Country Driving: A Journey from Farm to Factory (2010), è un resoconto di un viaggio di Hessler, a bordo di una macchina noleggiata, dalle regioni rurali della  Cina settentrionale fino alle città industriali della Cina meridionale, e la significativa crescita economica e industriale in atto in quella regione.
- Il suo quarto libro, uscito nel 2013, è Strange Stones: Dispatches from East and West

Sebbene le sue storie riguardino vite di gente comune in Cina e non siano ispirate da temi politici, esse spesso toccano questioni politiche legate a vite di persone che hanno sofferto durante la Rivoluzione culturale; la storia dell'archeologo Chen Mengjia e di sua moglie, e quella della poetessa e traduttrice Zhao Luorui (nota come Lucy Chao) ne sono un esempio.